# Балка Рябківа
Балка Рябківа — балка (річка) в Україні у Чутівському районі Полтавської області. Ліва притока річки Ковалівки (басейн Дніпра).

## Опис
Довжина балки приблизно 6,31 км, найкоротша відстань між витоком і гирлом — 5,86  км, коефіцієнт звивистості річки — 1,08 . Формується декількома струмками та загатами. На деяких ділянках балка пересихає.

## Розташування
Бере початок у селі Рябківка. Тече переважно на північний захід і на південній околиці села Трудолюбівка впадає в річку Ковалівку, ліву притоку річки Мерли.

## Цікаві факти
- У XX столітті на балці існували скотські та колгоспні двори, водокачка, газгольдер та декілька газових свердловин[2].